# Carcharhinus fitzroyensis
Carcharhinus fitzroyensis – gatunek dużej drapieżnej ryby chrzęstoszkieletowej z rodziny żarłaczowatych (Carcharhinidae).

## Taksonomia
Rekin ten został po raz pierwszy opisany przez australijskiego ichtiologa Gilberta Percy'ego Whitleya w 1943 roku na łamach 68 wydania periodyku Proceedings of the Linnean Society of New South Wales. Whitley umieścił go w podrodzaju Uranganops i rodzaju Galeolamna oraz nadał mu epitet gatunkowy fitzroyensis, który pochodzi od miejsca pochodzenia osobnika typowego, czyli zatoki Connora w ujściu australijskiej rzeki Fitzroy. Holotypem została samica o długości 1,2 m, oznaczona numerem katalogowym AMS IB.1229. W pracy wymieniony został również paratyp AMS I.14569 (mniejsza samica mierząca 74 cm, pochodząca z wód rafy Św. Kryspina w pobliżu Port Douglas w Queensland). Późniejsi autorzy zsynonimizowali Galeolamna z rodzajem Carcharhinus.

## Filogenetyka
W pracy dotyczącej badań filogenetycznych żarłaczowatych na podstawie cech morfologicznych, opublikowanej w 1982 roku, Jack Garrick uznał C. fitroyensis i C. porosus za taksony siostrzane dla kladu tworzonego przez C. sealei, C. acronotus i C. dussumeri. W 1988 roku Leonard Compagno, opierając się na fenetycznych badaniach, umieścił gatunek ten w grupie wraz z C. sorrah, C. sealei, C. borneensis, C. porosus, C. dussumeri, C. macloti i C. hemiodon.  Analiza filogenetyczna na podstawie danych allozymowych, opublikowanych przez Shane Lavery w 1992 roku, wskazuje, że gatunek ten najbliżej spokrewniony jest z C. cautus i C. melanopterus.
Z badań molekularnych czterech loci mitochondrialnych (COI, NADH-2, CytB, 16S RNA) oraz jednego locus jądrowego (Rag-1), opublikowanych przez Ximenę Vélez-Zuazoa and Ingi Agnarsson w 2011 wynika, że C. fitzroyensis jest taksonem siostrzanym dla kladu, w skład którego wchodzi C. tilstoni, C. amblyrhynchoides i żarłacz czarnopłetwy (C. limbatus). Założenie to potwierdził w 2012 roku Gavin Naylor z współpracownikami, dodając do tego kladu również C. leiodon i wskazując, że C. fitzroyensis jest najbardziej bazalnym spośród tych pięciu gatunków i oddzielił się od pozostałych 25-23 miliony lat temu.

## Występowanie i środowisko
Zakres występowania C. fitzroyensis ograniczony jest do wybrzeży północnej Australii, od Gladstone w centralnym Queensland po przylądek Cuviera w Australii Zachodniej. Ahmad i Lim podają dla tego gatunku również Indonezję. Zamieszkuje płytkie wody przybrzeżne w pobliżu zatok i ujść rzek o głębokości nie przekraczającej 40 m. Preferuje głównie siedliska pokryte trawą morską (głównie Cymodocea serrulata, Halophila spp., Halodule uninervis). Rzadziej występuje na obszarach o piaskowym dnie, w okolicy raf, lasów namorzynowych czy w mętnych płytkich wodach o mulistym dnie. Nie występuje segregacja ze względu na płeć czy wielkość, zarówno samce i samice, jak i młode oraz dorosłe osobniki mogą przebywać na tych samych obszarach. Naukowcy oznakowali i śledzili 10 osobników przez 18 miesięcy w wodach zatoki Cleveland. Otrzymane dane wskazują, że pojedyncze okazy przebywały w ciągu roku na stałym obszarze wielkości około 225 kilometrów kwadratowych, nie zapuszczając się dalej niż 27 km od brzegu. Wody na tych terenach mają głębokość mniejszą niż 10 metrów, przy pływach o wysokości 4,2 m. Nie odnotowano sezonowych migracji tego gatunku.

## Ekologia
Głównym składnikiem diety C. fitzroyensis są małe ryby kostnoszkieletowe (nitecznikowate i jaszczurnikowate), w mniejszym stopniu skorupiaki (dziesięcionogi z rodziny Penaeidae oraz ustonogi) oraz głowonogi. Ryby stanowią od 80 do 84% diety. Rekin ten poluje w pobliżu dna, przeczesując muliste dno lub obszary porośnięte podwodną roślinnością.
Wśród pasożytów wewnętrznych tego gatunku wyróżnia się tasiemce z rzędu Trypanorhyncha (Callitetrarhynchus gracilis, Pristiorhynchus palmi i Proemotobothrium southwelli) oraz nicienie z rodzaju Pulchrascaris. Larwy tasiemców bytują się w skorupiakach i rybach. Po zjedzeniu ich przez rekina tasiemiec rozwija się w formę dorosłą. Trypanorhyncha bytują w górnych fragmentach jelita. Na skórze, w okolicy skrzeli oraz w jamie ustnej rekina zagnieżdżają się widłonogi z gatunku Perissopus dentatus.

### Cykl życiowy
Podobnie jak inne żarłaczowate jest żyworodny. Okres godowy trwa od lipca do września. Zapłodnienie odbywa się za pomocą pterygopodium, narządu wykształconego z dystalnych fragmentów płetw brzusznych samców. Samice posiadają jeden funkcjonalny jajnik oraz dwie macice. Każda macica podzielona jest na odizolowane segmenty, osobne dla każdego z zarodków. Embriony w ciele matki zużywają zapasy żółtka z pęcherzyka żółtkowego, który później łączy się ze ścianą macicy, tworząc tzw. łożysko żółtkowe, dzięki któremu dostarczane jest pożywienie z organizmu matki.
Z początku tempo rozwoju embrionów jest szybkie, już po dwóch miesiącach osiągają 15–18 cm, a w czwartym miesiącu mierzą już około 30 cm. Z każdym kolejnym miesiącem zwiększają rozmiary o 4–5 cm. Poród następuje od końca lutego do początku maja (najczęściej w okolicy kwietnia) w płytkich przybrzeżnych wodach, które obfitują w pokarm i zapewniają większe bezpieczeństwo samicom i młodym. Samice rodzą od 1 do 7 młodych (zwykle 3-7) co rok lub dwa lata. Nowo narodzone młode mierzą 45–55 cm. Samice osiągają dojrzałość płciową po około 4 latach przy długości 90–100 cm, a samce po 2-3 latach po osiągnięciu 83–88 cm. Samice dożywają do nawet 14 lat.

## Relacje z ludźmi i ochrona
Z uwagi na rozmiary nie stanowi zagrożenia dla ludzi. Poławiany jest za pomocą sieci skrzelowych oraz takli w celach przemysłowych i konsumpcyjnych. Znajdowany niekiedy jako przyłów. Mięso spożywane jest przez ludzi, a płetwy służą do produkcji zupy z płetwy rekina. Z uwagi na niewielkie rozmiary nie ma większego znaczenia ekonomicznego. Rekin ten w latach 1997-1999 stanowił 0,2% przyłowów w połowach przy użyciu włoków przydennych przez trawlery krewetkowe u wybrzeży północnej Australii. Na obszarze morskiego parku Wielkiej Rafy Koralowej (ang. Great Barrier Reef Marine Park) stanowi 0,8% połowów rekinów. C. fitzroyensis preferuje wyspecjalizowane siedliska, jak choćby obszary pokryte trawą morską, przez co jego populacja może być zagrożona z uwagi na degradację ekosystemów. Główną ich przyczyną jest zanieczyszczenie wód oraz intensywny rozwój przemysłu na wybrzeżach zachodniego Queensland. W zatoce Cleverland, połacia traw morskich zmniejszyły swoją powierzchnie o 25% w przeciągu 20 lat. Międzynarodowa Unia Ochrony Przyrody ocenia, że stan populacji C. fitzroyensis jest stabilny, z uwagi na szybki stopień reprodukcji. Jednakże z uwagi na zanikanie naturalnych siedlisk oraz możliwość przełowienia, Gribble i inni w 2005 roku uznali takson ten za gatunek podwyższonego ryzyka. W Czerwonej księdze gatunków zagrożonych rekin ten wymieniony został jako gatunek najmniejszej troski.